# Trafo Verlagsgruppe
Die Trafo Verlagsgruppe (Eigenschreibweise: trafo Verlagsgruppe) ist ein Verlagshaus aus Berlin-Kaulsdorf mit Schwerpunkt auf sozial-, geistes- und naturwissenschaftlichen Werken. Inhaber ist Wolfgang Weist.

## Imprints
Der Verlag bietet die folgenden zwei Imprints mit jeweils mehreren verschiedenen Reihen an:
- trafo Wissenschaftsverlag
- trafo Literaturverlag

## Zeitschriften
Seit 1994 erscheinen die Sitzungsberichte der Leibniz-Sozietät der Wissenschaften zu Berlin im Trafo Verlag.
Bei der Trafo Verlagsgruppe erscheinen seit 1998 die durch Wolfgang Weist herausgegebenen Beiträge zur Geschichte der Arbeiterbewegung (BzG). Diese wurden 1958 begründet und bis 1990 vom Institut für Marxismus-Leninismus beim Zentralkomitee der SED veröffentlicht.

## Autoren
Zu den Autoren gehören u. a. Ingrid Ahrendt-Schulte, Michael Berger, Sabine Berghahn, Helmut Bock, Christel Dobenecker, Bernhard Fisch, Klaus Fuchs-Kittowski, Petra Gentz-Werner, Harald Gröhler, Hans G Helms, Florence Hervé, Helga Hörz, Herbert Hörz, Ulrich van der Heyden, Heinz Kautzleben, Sabine Kebir, Lothar Kolditz, Georg Knepler, Eberhard Mannschatz, Norbert Marohn, Hans-Jürgen Mende, Sami Özkara, Andreas Pehnke, Norbert Podewin, Wolfgang G. Schwanitz, Rainer Thiel und Vera Friedländer.